# 30 років Казахстану
30 років Казахстану (каз. Қазақстанның 30 жылдығы) — село у складі Сауранського району Туркестанської області Казахстану. Входить до складу Чагинського сільського округ.
Населення — 6904 особи (2021; 6334 у 2009, 4949 у 1999, 4170 у 1989).